# Matteo Beretta
Matteo Beretta (ur. 23 marca 1994 roku) – włoski kierowca wyścigowy.

## Kariera

### European F3 Open
Beretta rozpoczął karierę w jednomiejscowych samochodach wyścigowych w 2010 roku poprzez starty w hiszpańskiej serii European F3 Open. W pierwszym sezonie startów Włoch wystąpił w ośmiu wyścigach, w ciągu których uzbierał 16 punktów. Dało mu to 17 lokatę w klasyfikacji generalnej. 2 spośród 8 wyścigów, w których startował były zaliczane do Copa de España, w którym zajął 10 lokatę. W kolejnym sezonie Włoch pojawił się już w 16 wyścigach serii. Największym sukcesem jest 3 pozycja podczas wyścigu na torze Circuit de Catalunya. Z dorobkiem 34 punktów ukończył zmagania na 11 pozycji.
W sezonie 2012 najpierw pojawił się w zimowym odpowiedniku serii, jednak tam nie był klasyfikowany. W głównej serii spisał się jak do tej pory najlepiej. Co prawda znów zajął 11 lokatę (z 36 punktami), jednak tym razem wystartował zaledwie w 6 wyścigach.

### Auto GP World Series
W sezonie 2012 Włoch wystartował w Auto GP World Series w roli kierowcy wyścigowego zespołu Virtuosi UK. Po 3 wyścigach widniał w klasyfikacji z zerowym dorobkiem punktowym - był w klasyfikacji generalnej przedostatni, czyli 24.

### GT Open
W międzynarodowej otwartej serii samochodów GT Włoch pojawił się w 2012 roku. Co prawda, w głównej klasyfikacji widniał z dorobkiem 47 punktów na 13 pozycji, jednak w klasie GTS było znacznie lepiej. Beretta zawitał w niej czterokrotnie na podium. P0onieważ dodatkowo zwyciężył w dwóch wyścigach, wystarczyło to na 5 lokatę w klasyfikacji kierowców. Na kolejny sezon Matteo zdecydował się podpisać kontrakt z ekipą AF Corse na starty w międzynarodowej oraz hiszpańskiej serii GT.

## Statystyki
| Sezon | Seria                                       | Zespół                            | Wyścigi | Zwycięstwa | PP | NO | Podium | Punkty | Pozycja |
| ----- | ------------------------------------------- | --------------------------------- | ------- | ---------- | -- | -- | ------ | ------ | ------- |
| 2010  | Włoska Formuła 3                            | TP Formula                        | 9       | 0          | 0  | 0  | 0      | 0      | NS      |
| 2010  | European F3 Open                            | RP Motorsport                     | 8       | 0          | 0  | 0  | 0      | 16     | 17      |
| 2010  | Włoska Formuła ACICSAI Abarth               | Tomcat Racing                     | 4       | 0          | 0  | 0  | 0      | 0      | NS      |
| 2010  | European F3 Open - Copa de España           | RP Motorsport                     | 2       | 0          | 0  | 0  | 2      | 12     | 10      |
| 2011  | European F3 Open                            | RP Motorsport                     | 16      | 0          | 0  | 0  | 1      | 34     | 11      |
| 2012  | Auto GP World Series                        | Virtuosi UK                       | 3       | 0          | 0  | 0  | 0      | 0      | 24      |
| 2012  | International GT Open                       | Autorlando Sport                  | 12      | 0          | 0  | 0  | 0      | 47     | 13      |
| 2012  | International GT Open - GTS                 | Autorlando Sport                  | 10      | 2          | 0  | 0  | 4      | 43     | 5       |
| 2012  | European F3 Open                            | Cedars-Escuela Profilltex-Circuit | 6       | 0          | 0  | 0  | 0      | 36     | 11      |
| 2012  | European F3 Open (edycja zimowa)            | Cedars                            | 2       | 0          | 0  | 0  | 0      | 0      | NS      |
| 2012  | Copa de España - GTS                        | Autorlando Sport                  | 2       | 1          |    | 0  | 1      | 0      | NS†     |
| 2013  | International GT Open - GTS                 | AF Corse                          | 16      | 0          | 0  | 0  | 3      | 44     | 6       |
| 2013  | Spanish GT Championship - GTS               | AF Corse                          | 6       | 0          | 0  | 1  | 4      |        | 3       |
| 2013  | Spanish GT Championship                     | AF Corse                          |         |            |    |    |        | 54     | 4       |
| 2013  | Blancpain Endurance Series - GT3 Pro-Am Cup | AF Corse                          | 0       | 0          | 0  | 0  | 0      | 0      | NS      |
| 2013  | Superstars GT Sprint                        | Ombra Racing                      | 4       | 0          | 0  | 0  | 1      | 53     | 17      |

† - Beretta nie był zaliczany do klasyfikacji.